# 庫斯科區

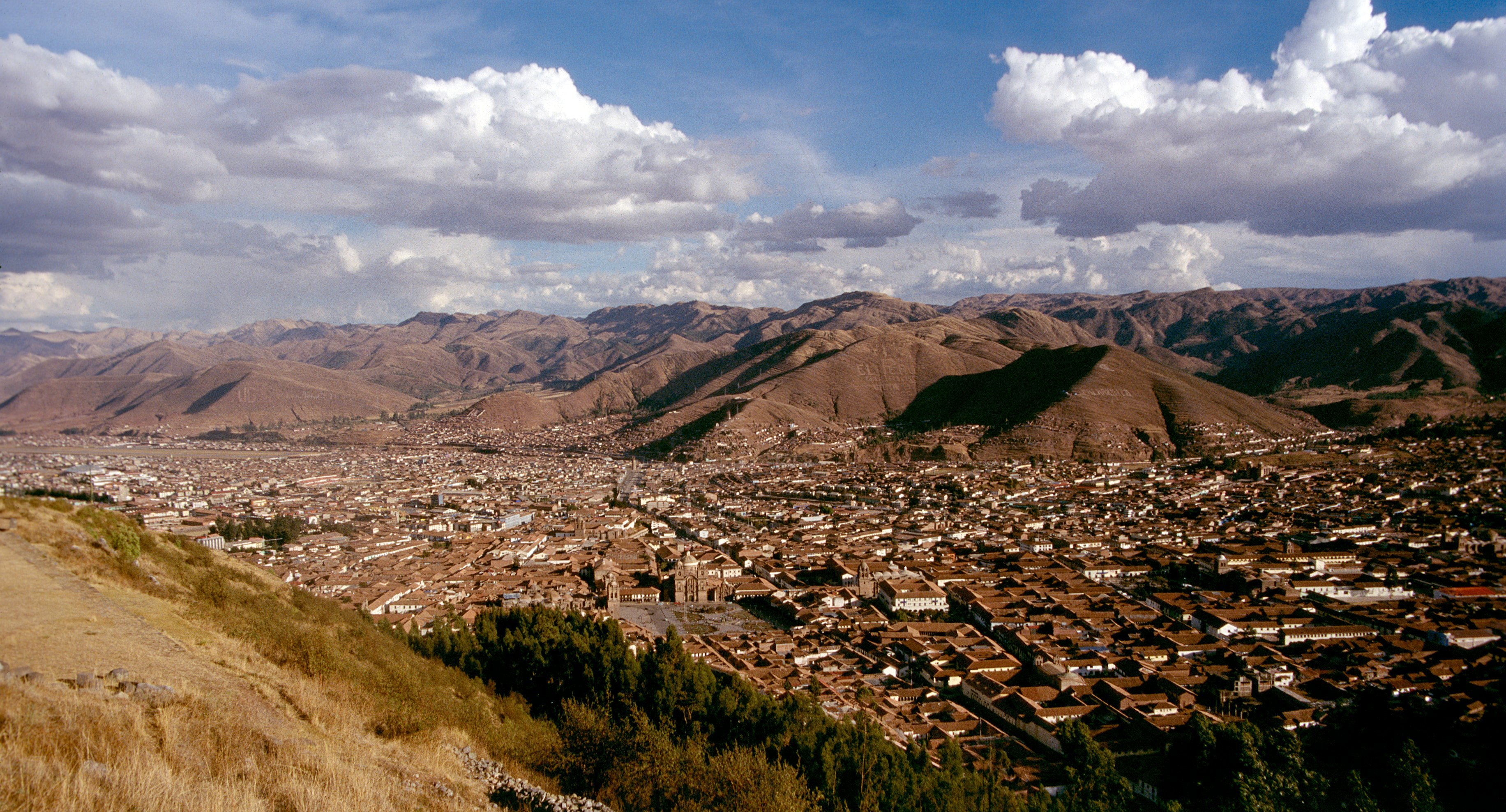

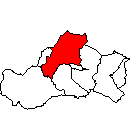

庫斯科區（西班牙語：Distrito del Cuzco），是秘魯的一個區，位於該國南部庫斯科大區的庫斯科省，始建於1821年，面積116.22平方公里，海拔高度3,399米，2007年人口108,798，人口密度每平方公里940人。